# Hamza Mansouri
Hamza Mansouri (arab. ‏حمزة•منصوري‎, ur. 13 kwietnia 1999) – algierski kolarz szosowy i torowy. Olimpijczyk (2020).

## Osiągnięcia

### Kolarstwo szosowe
Opracowano na podstawie:

2016
- 3. miejsce w mistrzostwach Afryki juniorów (jazda indywidualna na czas)
- 1. miejsce w mistrzostwach Afryki juniorów (start wspólny)
- 1. miejsce w mistrzostwach Algierii juniorów (jazda indywidualna na czas)
- 1. miejsce w mistrzostwach Algierii juniorów (start wspólny)

2017
- 1. miejsce w mistrzostwach Afryki juniorów (jazda drużynowa na czas)
- 1. miejsce w mistrzostwach Afryki juniorów (jazda indywidualna na czas)
- 1. miejsce w mistrzostwach Afryki juniorów (start wspólny)

2018
- 2. miejsce w mistrzostwach Algierii juniorów (jazda indywidualna na czas)

2019
- 1. miejsce na 8. etapie Tour du Faso

2021
- 3. miejsce w mistrzostwach Afryki (jazda drużynowa na czas)
- 1. miejsce w mistrzostwach Algierii U23 (jazda indywidualna na czas)
- 2. miejsce w mistrzostwach Algierii (jazda indywidualna na czas)

### Kolarstwo torowe
Opracowano na podstawie:
2017
- 3. miejsce w mistrzostwach Afryki juniorów (sprint indywidualny)
- 3. miejsce w mistrzostwach Afryki juniorów (keirin)
- 2. miejsce w mistrzostwach Afryki juniorów (omnium)

## Rankingi

### Kolarstwo szosowe
| Rok             | 2018  | 2019  | 2020  | 2021 | 2022 | 2023  | 2024  |
| --------------- | ----- | ----- | ----- | ---- | ---- | ----- | ----- |
| World Ranking   | 1586. | 1820. | 1357. | 684. | 969. | 1554. | 1393. |
| UCI Africa Tour | 101.  | 107.  | 53.   | 27.  | 44.  | 90.   | 99.   |
|                 |       |       |       |      |      |       |       |
| Źródło: UCI     |       |       |       |      |      |       |       |